# Delgamuukw c. Colombie-Britannique
Jugement complet
Texte intégral sur CanLII
Delgamuukw c. Colombie-Britannique ou Delgamuukw c. La Reine est une décision de la Cour suprême du Canada où la cour a spécifiquement refusé de faire une déclaration définitive sur la nature du titre ancestral autochtone au Canada.